# San Silvestre de Guzmán (kommunhuvudort)
San Silvestre de Guzmán är en kommunhuvudort i Spanien.   Den ligger i provinsen Provincia de Huelva och regionen Andalusien, i den sydvästra delen av landet, 500 km sydväst om huvudstaden Madrid. San Silvestre de Guzmán ligger 152 meter över havet och antalet invånare är 624.
Terrängen runt San Silvestre de Guzmán är platt. Runt San Silvestre de Guzmán är det ganska tätbefolkat, med 67 invånare per kvadratkilometer. Närmaste större samhälle är Lepe, 19,5 km sydost om San Silvestre de Guzmán. Omgivningarna runt San Silvestre de Guzmán är i huvudsak ett öppet busklandskap.